# On the Air
On the Air é uma série de televisão estadunidense de 1992, que foi criada por Mark Frost e David Lynch e exibida pela American Broadcasting Company. Do gênero comédia, embora tenham sido gravados sete episódios, apenas três foram ao ar.

## Elenco
- Ian Buchanan - Lester Guy
- Marla Rubinoff - Betty Hudson
- Miguel Ferrer - Bud Budwaller
- Kim McGuire - Nicole Thorne
- Marvin Kaplan - Dwight McGonigle
- David L. Lander - Valdja Gochktch
- Nancye Ferguson - Ruth Trueworthy
- Gary Grossman - Bert Schein
- Tracey Walter - Billy "Blinky" Watts